# Amándote
Az Amándote (jelentése spanyolul: ’Téged szeretve’) Thalía mexikói énekesnő harmadik kislemeze negyedik, En éxtasis című albumáról. A dal videóklipje a tengerparton játszódik, sztárvendége a világhírű spanyol énekes, Julio Iglesias.

## Változatok
- Amándote (Album Version) 3:48 – Producer: Oscar López
- Amándote (Radio Dance Version) 3:33 – Producer: Marteen
- Amándote (House Latino Mix) 7:53 – Producer: Marteen és Johnny Tapatimix
- Amándote (Tapatimix) 4:41 – Producer: Oscar López és Johnny Tapatimix